# Lope de Vega
Lope de Vega (eg. Félix Lope de Vega y Carpio), född 25 november 1562 i Madrid, död 27 augusti 1635 i Madrid, var en spansk dramatiker, poet och präst.

## Biografi
Lope de Vega utbildades vid en jesuitskola och vid universitetet i Alcala de Henares. Som ung började han skriva drama för teatrarna i Madrid och blev den mest framstående dramaförfattaren under den spanska teaterns guldålder. Hans berömmelse inom spansk litteratur överskuggas bara av Miguel de Cervantes.
Han tjänstgjorde i den spanska armadan 1588 och levde därefter en tid i Toledo som privatsekreterare åt greven av Alba. 1595 återvände han till Madrid och var från år 1605 och fram till sin död privatsekreterare hos greven av Sessa, Don Luis Fernandez de Cordoba.
Lope de Vega var oerhört produktiv. Han skrev omkring 3000 sonetter, 3 romaner, 4 kortromaner och 9 episka dikter men är framför allt känd för sin dramatik. Från år 1588 skrev han ett stort antal historiska dramer och även samtidsdramer. Produktionen påstås ha omfattat cirka 2000 pjäser och dramastycken, men forskare tror att detta är aningen överdrivet. Förmodligen skrev han omkring 700 pjäser och dramastycken, varav omkring 400 är bevarade. Ett flertal rör historiska händelser. Kända är Maestro de Danzar, Azero de Madrid och Noche de San Juan. Andra kända dramer som rör andra ämnen är Jerusalem conquistada och Pastores de Belen.
En personlig religiös kris fick honom att bli präst år 1614. Han övergav då dramaskrivandet och skrev i stället religiös poesi. Lope de Vega dog fattig. Alla hans stora inkomster från dramaproduktionen skänktes nästan helt och hållet till kyrkliga välgörande ändamål.